# 曲批寺
曲批寺位於四川省鄉城縣，文物遺址年代判定為。2004年增補為第六批四川省文物保護單位。